# غوجوريو
غوجو ريو (Gōjū-ryū باليابانية 剛柔流) هو نوع كاراتيه من جزيرة أوكيناوا يتميز بلوي المفاصل الصغيرة والاسداد المستديرة وركلات إلى أماكن منخفضة.

## التاريخ

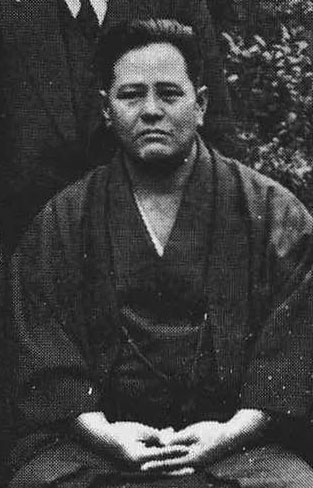
تعليق

بدأ تطور غوجو في مدينة ناها عندما بدأ Higaonna Kanryō الذي كان مدرب نوع الكاراتيه ناحاتي تدريب مياجي تشوجن Chōjun Miyagi.
عندما كان عمره 12 سنة بدا مياجي سينسي حياته كممارس الكاراتيه. بعد ما مات حغاونى أصبح مياجي مدرب الصف. سافر مياجي إلى إقليم فوكين في الصين لتدريب أكثر في الدفاع عن النفس.

## التسمية
اسم غوجوريو يتكون من 3 كلمات هي غو وجو وريو. معنى غو هو القساوة ومعنى جو النعومة وريو هي النوع أو التنظيم. جاء الاسم في كتاب بوبيشي تجد فيه 8 قصائد. قال الشعر الثالث طريق الاستنشاق والزفير هي القساوة والنعومة.